# Elio Suhamy
Pour les articles homonymes, voir Elio (homonymie) et Suhamy.
Elio Suhamy, né en 1963, est un metteur en scène, scénariste et réalisateur français.
Ancien élève de la Fémis, il est également ingénieur diplômé de l'École centrale Paris (promotion 1985).
Il a notamment réalisé la première soirée thématique de la chaîne franco-allemande Arte consacrée à l'esclavage, à l'occasion du bicentenaire de l'abolition par la Convention nationale (La Côte des Esclaves, 1994, film tourné au Bénin et au Burkina Faso). Premier long métrage documentaire tourné sur les lieux mêmes de la déportation des esclaves, le film recherche les traces de la traite négrière dans les paysages, les routes et les mentalités.
En 1997, il a coécrit avec le prix Nobel de physique Pierre-Gilles de Gennes et réalisé le CD-ROM Matière molle, Faust d'Or du meilleur programme scientifique (Toulouse 2000). 
Il a par ailleurs collaboré à divers titres à une centaine de films publicitaires pour Renault, Nissan, Dolce & Gabbana.
Depuis 2010, il anime un atelier d'écriture et de réalisation de films courts d'animation au sein de l'Institut de l'Internet et du multimédia (IIM), grande école d'animation du Pôle universitaire Léonard-de-Vinci. En 2020, le film Dinosaurs, the true story, créé sous sa direction par les étudiants animateurs de l'IIM, a obtenu de nombreux prix internationaux, la mention spéciale du Winter Short of the Year, et le Best Animated Short 2020. En 2023, le film Le Chant des Vagues, réalisé avec le soutien de SOS Méditerranée, remporte de nombreux prix en festivals, dont le Grand Prix du United For Peace Film Festival à Tokyo, et trois prix au Festival "Son of a Pitch" en Italie: Best Short, Best audience award, Intercultural Son of a Pitch. La même année, l'IIM entre parmi les dix meilleurs écoles d'animation 3D au monde, selon le classement mondial The Rookies. 
Hors audiovisuel, il a créé sa compagnie théâtrale, les Sept Pharaons, en 1995, collectif qui a réuni le metteur en scène Gilbert Blin, l'éclairagiste Gérard Poli, les comédiens Émile Salvador, Maxime Bourotte, Philippe Dov Cohen, Dominique Terramorsi, Éric Verdin... La compagnie a produit des œuvres de Gogol, Eschyle (aux Arènes de Lutèce) et surtout Shakespeare, dont Elio Suhamy a monté une dizaine de pièces.
Habitué du milieu de l'opéra, comme Gilbert Blin dont il a longtemps été l'assistant, Elio Suhamy a souvent travaillé à l'Opéra-Comique de Paris, à Tours (Grand Théâtre), Saint-Étienne (Esplanade Opéra) et Nancy (Opéra), sur les productions de Lakmé (Delibes), Werther (Massenet), De la maison des morts (Janáček, mis en scène par Volker Schlöndorff), Tosca (Puccini), Peter Grimes (Britten), La Fille de Madame Angot (Lecocq), Fantasio (Offenbach) et Faust (Gounod, dirigé par Louis Langrée dans la mise en scène de Denis Podalydès).

## Réalisations

### Audiovisuel (sélection)
- 1990: L'Aurore merveilleuse, court-métrage de fiction. Réalisation. Prix Cannes 1990, Prix Canal Plus et SACD.
- 1992: La Côte des esclaves[17], long métrage documentaire. Réalisation. Production Artefilm pour Arte ZDF-BRTN. Fespaco, Valencia.
- 1993-95: série de documentaires courts pour des télévisions africaines (Bénin, Burkina, Togo)
- 1996: Derrière le miroir : documentaire sur des tests de logiciels; des personnes sont filmées et étudiées à leur insu via un miroir sans tain. Ce film réalisé pour le CNRS et Arthur Andersen est toujours présenté dans plusieurs universités, dans le cadre des études sociologiques sur les entreprises. Image : Laurent Cantet.
- 1997 : Matière molle. Ecriture et réalisation, en collaboration avec Pierre-Gilles de Gennes et Madeleine Veyssié. Cédérom scientifique. Coproduction SFRS et Microfolies.
- 2003: Le Prix du risque : écriture et réalisation du documentaire sur le risque industriel en France après l'explosion de l'usine AZF de Toulouse en 2001, en collaboration avec Charles Fiterman, ancien ministre des Transports de François Mitterrand.
- 2020 : Dinosaurs, the true story. Mentorat scénario et réalisation. Court métrage d'animation 3D. Production IIM. Réalisation Paul-Louis Aeberhardt.
- 2023 : Le Chant des vagues.  Mentorat scénario et réalisation. Court métrage d'animation 3D. Production IIM et SOS Méditerranée. Réalisation Colombe de Valavieille[18].
- 2024 : Désaccordé.[19]  Mentorat scénario et réalisation. Court métrage d'animation 3D. Production IIM. Réalisation Audrey Lévy.
- 2024 : Mon amie pastèque.[20] Mentorat scénario et réalisation. Court métrage d'animation 3D. Production IIM.
- 2025 : Lost in the sound.  Mentorat scénario et réalisation. Court métrage d'animation 3D. Production IIM pour Greenpeace.

### Scénarios (sélection)
- 1992: L'Armée dans les arbres, long métrage de fiction. Production Torii / Flach Films. Prix de la Fondation Beaumarchais SACD, prix Eurocréation et Africréation, prix European Script Fund de l'Union Européenne.
- 1997: Nos aimables remords, long métrage de fiction, co-scénariste : Maxime Bourotte.
- 2008: La Petite sainte, long métrage de fiction, co-scénariste : Claire Aziza.
- 2020: Petit Frère de Sang, long métrage de fiction, co-scénariste : Jean Lescat.

### Mises en scène (sélection)
- 1985 : Hyménée, de Gogol, Châtenay-Malabry
- 1987: Périclès, prince de Tyr, de Shakespeare, Châtenay-Malabry
- 1990: Andromaque, de Racine, Châtenay-Malabry
- 1991: Le Songe d'une nuit d'été, de Shakespeare, Luxembourg
- 1993: Mesure pour mesure, de Shakespeare, Ouagadougou
- 1994: Maison de poupée, d'Ibsen, Bamako
- 1995 : Les Joueurs, de Gogol, Théo Théâtre, Paris
- 1997 : Agamemnon, d'Eschyle, Festival d'automne à Paris, Arènes de Lutèce
- 2002 : Macbeth, de Shakespeare, Festival du Luberon
- 2015 : Saul Tchernikowski, Théâtre de la Vieille Grille et Festival d'Avignon
- 2016 : Forêt de taliths, création, Théâtre de la Vieille Grille et Festival d'Avignon
- 2019 : Miserere, création avec Marc Fumaroli, Maison de Chateaubriand

### Publications
- Le Jeu de l'amour et du hasard de Marivaux, Hachette, 2003
- Roméo et Juliette de Shakespeare, Petits Classiques Larousse, 2005
- L'Île des esclaves de Marivaux, Petits Classiques Larousse, 2006
- Andromaque de Racine, Petits Classiques Larousse, 2006
- Le Menteur de Corneille, Petits Classiques Larousse, 2007